# The Flirts
The Flirts is een Amerikaanse band, bestaande uit drie vrouwen. Deze groep komt oorspronkelijk uit New York. De muziek laat zich het best omschrijven als een vorm van Elektropop. In de periode 1982 tot 1986 bracht deze groep vijf albums uit. De samenstelling van de band wisselde in deze periode wel een aantal malen. Het grootste succes had The Flirts in 1985 met het nummer You and Me. In Nederland was "Passion" in 1982 hun enige hit in de Nederlandse Top 40, Nationale Hitparade en de TROS Top 50.

## Singles
- Jukebox
- Passion
- Calling All Boys
- Danger
- Jungle Rock
- We Just Want to Dance
- On The Beach
- Miss You
- Boy Crazy
- Helpless
- Dancing Madly Backwards
- You and Me
- Voulez Vous
- New Toy
- Oriental Boy
- After Midnight
- All You Ever Think About Is Sex

## Albums
- 10C a Dance 1982
- Born To Flirt 1983
- Made In America 1984
- Blondes Brunettes & Redheads 1985
- Questions Of The Heart 1986

- Biblioteca Nacional de España: XX92546
- Bibliothèque nationale de France: cb14262523t (data)
- Gemeinsame Normdatei: 10279956-8
- International Standard Name Identifier: 0000 0001 1014 8189
- Library of Congress Control Number: n92109866
- MusicBrainz: af362d0e-1f38-440d-ab37-8e2c7becee7f
- Nationale bibliotheek van Australië: 35088308
- Virtual International Authority File: 145563575